# Ordre de l'Étoile de Karageorge
Pour les articles homonymes, voir Ordre de l'Étoile.
L’ordre de l'Étoile de Karageorge (en serbe Орден Карађорђеве звезде) est une décoration instituée par Pierre Ier de Serbie, roi de Serbie le 1er janvier 1904 dans un royaume serbe proclamé le 22 février 1882 (5 mars 1882 dans le calendrier grégorien).
Grades :
- chevalier grand-croix,
- grand officier,
- commandant,
- officier,
- chevalier.

L'ordre de l'Étoile de Karageorge a eu une division militaire à partir du 28 mai 1915 qui se caractérisait par le port de deux glaives croisés entre la couronne et les têtes des aigles. Il était réservé aux officiers ayant fait preuve de bravoure au combat. Louis Franchet d'Espèrey en fut décoré.